# Фугасність

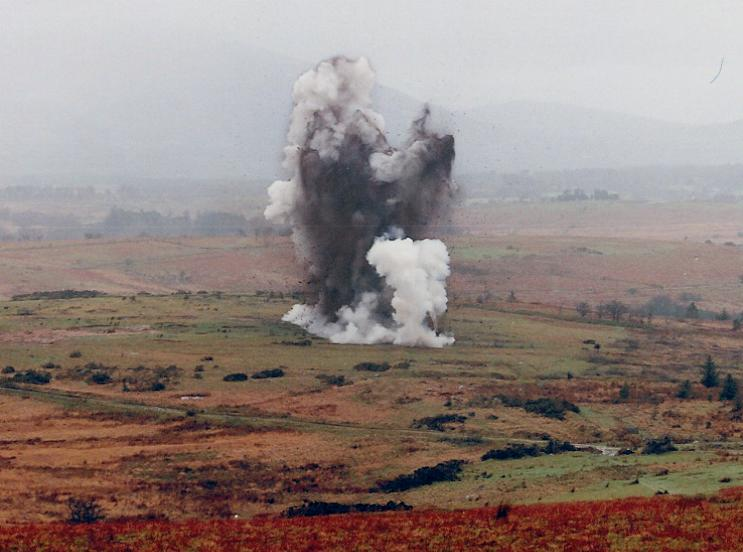
Вибух.

Фугасність — здатність вибухових речовин при вибуху розламувати й дробити об'єкт, на який направлено силу вибуху, наприклад, гірську породу на певній відстані від контакту заряду з об'єктом та відкидати роздроблену масу.
Фугасна дія виявляється в об'ємі, який у сотні і тисячі разів перевищує об'єм заряду і складає більшу частину роботи вибуху. Фугасна (загальна) дія пов'язана з повним імпульсом вибуху і, на відміну від бризантної дії, не залежить від швидкості детонації. Фугасну дію оцінюють за потенційною енергією або за працездатністю вибухової речовини.